# Rogolo

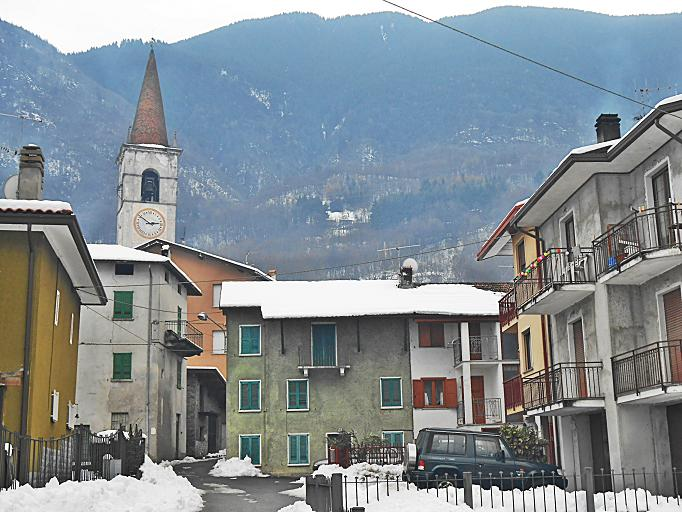
Rogolo

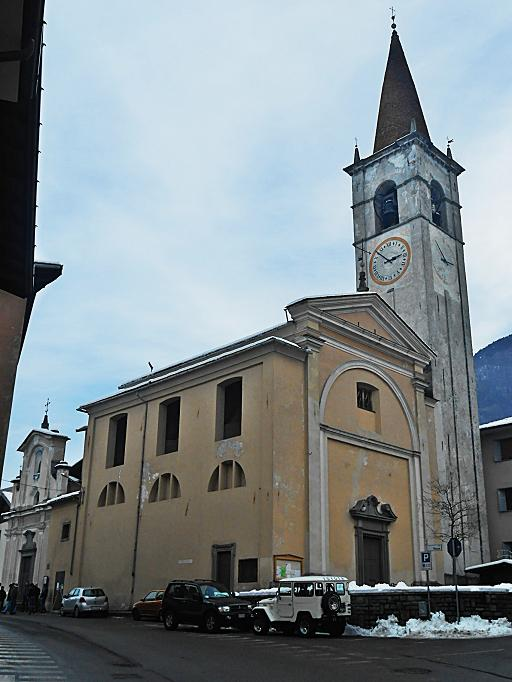
Kirche Sant’Abbondio

Rogolo ist eine Gemeinde (comune) in der norditalienischen Provinz Sondrio in der Lombardei.

## Lage und Einwohner
Die Gemeinde liegt rund 32 Kilometer westlich von der Provinzhauptstadt Sondrio im Veltlin und grenzt unmittelbar an die Provinz Lecco. Das Gebiet der Gemeinde entwickelt sich teilweise im Talboden und steigt dann die gesamte Bergseite von 205 bis 2495 m ü. M., in der Tat ist der Gesamthöhenunterschied des Gemeindegebietes 2290 Meter. Zusammen mit den Fraktionen Cassini, Erdona, Erla und Fistolera hat die Gemeinde Rogolo 572 Einwohner (Stand 31. Dezember 2023).
Die Nachbargemeinden sind Andalo Valtellino, Cosio Valtellino, Delebio, Mantello, Pedesina, Premana (LC) und Rasura.

## Verkehr
Durch die Gemeinde führt die Strada Statale 38 dello Stelvio von Piantedo nach Bozen.

## Persönlichkeiten
- Giorgio Luzzi (* 7. Januar 1940 in Rogolo), Dichter, Schriftsteller, Literaturkritiker, Essayist, Übersetzer[2]